# Destrudo
Destrudo, también conocido como destrado, es, en psicoanálisis un término introducido por el psicoanalista italiano Edoardo Weiss en 1935 que hace referencia a la energía del impulso destructivo. Es el opuesto de la libido. Mientras que la libido (energía proveniente de Eros) es el impulso para crear, destrudo es aquel que nos incita a destruir todo lo que está a nuestro alcance, llegando inclusive a nuestra propia persona.
Si nos atenemos a la teoría de Sigmund Freud, destrudo tiene su origen en la pulsión de muerte (Tánatos), la cual también es la fuente de la agresión. "Destrudo" es un aspecto poco conocido de la teoría de Freud, y es usualmente ignorado al existir teorías más completas y más familiares de la emoción humana. La abstracción detrás del término se remonta a la época después de la I Guerra Mundial, cuando Freud analizaba las acciones de soldados afectados por traumas y otros fenómenos. Tuvo su primera y breve aparición en el libro "El Yo y el Ello" (Das Ego und das Esh).